# Lộc Điền, Phú Lộc
Lộc Điền là một xã thuộc huyện Phú Lộc, thành phố Huế, Việt Nam.

## Địa lý
Xã Lộc Điền có vị trí địa lý:
- Phía đông giáp xã Vinh Hưng và huyện Phú Vang
- Phía tây giáp xã Hương Lộc và xã Hương Phú
- Phía nam giáp thị trấn Phú Lộc và xã Lộc Trì
- Phía bắc giáp xã Lộc An và xã Lộc Hòa.

Xã Điền Lộc có diện tích 115,65 km², dân số năm 1999 là 15.425 người, mật độ dân số đạt 133 người/km².

## Hành chính
Xã Lộc Điền được chia thành 11 thôn: Bạch Thạch, Bát Sơn, Đông An, Đồng Xuân, Lương Điền Đông, Lương Điền Thượng, Lương Quý Phú, Miêu Nha, Quê Chữ, Sư Lỗ, Trung Chánh.

## Lịch sử
Ngày 20 tháng 9 năm 1975, Bộ Chính trị Trung ương Đảng ban hành Nghị quyết số 245/NQ-TW về việc thành lập tỉnh Bình Trị Thiên trên cơ sở ba tỉnh Quảng Bình, Quảng Trị, Thừa Thiên và khu vực Vĩnh Linh. Khi đó, xã Lộc Điền thuộc huyện Phú Lộc, tỉnh Bình Trị Thiên.
Ngày 13 tháng 6 năm 1986, Hội đồng Bộ trưởng ban hành Quyết định số 72-HĐBT về việc:
- Thành lập thị trấn Phú Lộc – thị trấn huyện lỵ của huyện Phú Lộc trên cơ sở thôn Đá Bạc của xã Lộc Điền.
- Thành lập xã Lộc Hòa trên cơ sở thôn La Khê của xã Lộc Điền.

Sau khi điều chỉnh địa giới hành chính, xã Lộc Điền còn 6.236 ha đất và 13.058 nhân khẩu.
Ngày 30 tháng 6 năm 1989, Quốc hội ban hành Nghị quyết về việc chia tỉnh Bình Trị Thiên thành tỉnh Quảng Bình, tỉnh Quảng Trị và tỉnh Thừa Thiên Huế. Theo đó, xã Lộc Điền thuộc huyện Phú Lộc, tỉnh Thừa Thiên Huế.
Ngày 30 tháng 11 năm 2024:
- Quốc hội ban hành Nghị quyết số 175/2024/QH15[7] về việc thành lập thành phố Huế trực thuộc trung ương trên cơ sở toàn bộ diện tích và dân số tỉnh Thừa Thiên Huế (nghị quyết có hiệu lực từ ngày 1 tháng 1 năm 2025).
- Ủy ban Thường vụ Quốc hội ban hành Nghị quyết số 1314/NQ-UBTVQH15[8] về việc sắp xếp đơn vị hành chính cấp huyện, cấp xã của thành phố Huế giai đoạn 2023 – 2025 (nghị quyết có hiệu lực từ ngày 1 tháng 1 năm 2025). Theo đó, xã Lộc Điền thuộc huyện Phú Lộc, thành phố Huế.

## Du lịch
Đây là một phần của địa danh Truồi bao gồm xã Lộc Điền và xã Lộc An.